# Bernard Cathelin
Bernard Cathelin, né le 20 mai 1919 à Paris, mort dans la même ville le 17 avril 2004, est un peintre, lithographe et illustrateur français.

## Biographie
Issu d'une famille originaire de la Drôme, du côté maternel, Bernard Cathelin fut très attaché à ce département tout au long de sa vie. Après des études classiques aux lycées Carnot et Janson-de-Sailly à Paris, puis au lycée Émile-Loubet à Valence, il est élève de 1945 à 1948 à l’École nationale supérieure des arts décoratifs à Paris.
Bernard Cathelin est l'oncle de Michèle Anne Pactat (née Schweisthal) qu'il a élevée après le décès de sa mère, la sœur du peintre.
Il est aussi l'oncle de Véronique Colucci, ancienne épouse de Coluche qui a inauguré en 2014 les deux salles dédiées à l'exposition Cathelin au musée de Valence.
Dans les années 1950, il est professeur à l'académie Colarossi pour la préparation au concours d'entrée à l'École nationale des arts décoratifs. Il reçoit le prix Blumenthal en 1950.
Bernard Cathelin s'est fait connaître par de nombreuses expositions en France, en Suisse, aux États-Unis en 1954, au Canada, en Allemagne, en Chine. Ses thèmes de prédilection sont les portraits, les bouquets, les paysages de la Drôme et des pays qu'il a pu visiter (Andalousie, Mexique, Inde, Japon...). Il a découvert le Japon au cours d'un tour du monde en 1973 et il y retournera ensuite à de nombreuses reprises. Il y réalise des lithographies monumentales. Sa peinture y est particulièrement appréciée.
En 1951, il rencontre Matisse qui lui prodigue enseignements et conseils.
Il commençait ses œuvres dans son atelier de Montéléger et les terminait parfois à Paris dans un appartement situé dans l'immeuble du restaurant la Tour d'Argent. Il faisait alors envoyer ses œuvres par transporteur spécialisé.
Pour les 100 ans de sa naissance, son atelier de Montéléger est ouvert au public.
Il est inhumé à Montéléger (près de Valence) auprès de sa mère.

### Distinction
- : Chevalier de la Légion d'honneur : il a été décoré de la Légion d'honneur par le président François Mitterrand en janvier 1995[réf. souhaitée].

### Hommage
Le domaine Jean-Louis Chave commercialise une cuvée d'Ermitage nommée cuvée Cathelin. Bernard Cathelin, ami personnel de la famille Chave a dessiné l'étiquette de cette cuvée, millésime 1990.
Elle fait partie des vins les plus chers au monde.